# Italienische Meisterschaften im Skispringen 2013

Logo der Federazione Italiana Sport Invernali (Italienischer Wintersportverband)

Die italienischen Meisterschaften im Skispringen 2013 fanden am 26. Dezember 2012 und am 29. Januar 2013 in Predazzo statt. Die Wettbewerbe wurden auf der Normal- sowie auf der Großschanze im Stadio del Trampolino ausgetragen. Ausgetragen wurde die Meisterschaft vom Italienischen Wintersportverband und den Wintersportvereinen A.S.D Predazzo und US Dolomitica. Sebastian Colloredo gewann sowohl von der Normalschanze als auch von der Großschanze. Bei den Damen wurde Elena Runggaldier vor Manuela Malsiner und Roberta D’Agostina italienische Meisterin.

## Ergebnis

### Normalschanze
| Platz | Sportler            | Punkte |
| ----- | ------------------- | ------ |
| 1     | Sebastian Colloredo | 295.5  |
| 2     | Roberto Dellasega   | 229.0  |
| 3     | Federico Cecon      | 222.0  |
| 4     | Davide Bresadola    | 220.5  |
| 5     | Daniele Varesco     | 215.5  |
| 6     | Alessio De Crignis  | 204.0  |
| 7     | Andrea Morassi      | 202.5  |
| 8     | Diego Dellasega     | 202.0  |
| 9     | Michael Lunardi     | 201.5  |
| 10    | Manuel Maierhofer   | 197.5  |

### Großschanze
| Platz | Sportler            | Punkte |
| ----- | ------------------- | ------ |
| 1     | Sebastian Colloredo | 260.5  |
| 2     | Davide Bresadola    | 230.4  |
| 3     | Alessio Bolognani   | 227.3  |
| 4     | Diego Dellasega     | 216.8  |
| 5     | Andrea Morassi      | 211.1  |
| 6     | Daniele Varesco     | 194.9  |
| 7     | Michael Lunardi     | 190.8  |
| 8     | Lukas Runggaldier   | 172.5  |
| 9     | Alessio De Crignis  | 167.7  |
| 10    | Zeno Di Lenardo     | 162.6  |
| 11    | Manuel Maierhofer   | 144.5  |
| 12    | Samuel Custa        | 144.0  |
| 13    | Paolo Corradini     | 138.2  |
| 14    | Raffaele Buzzi      | 132.0  |
| 15    | Andrew Lunardi      | 63.2   |